# Bjerkreim
Gmina Bjerkreim (norw. Bjerkreim kommune) – norweska gmina leżąca w regionie Rogaland. Jej siedzibą jest miasto Vikeså.
Bjerkreim jest 168. norweską gminą pod względem powierzchni.

## Demografia
Według danych z roku 2005 gminę zamieszkuje 2463 osób. Gęstość zaludnienia wynosi 3,73 os./km². Pod względem zaludnienia Bjerkreim zajmuje 307. miejsce wśród norweskich gmin.
|      | kobiety | mężczyźni | razem |
| ---- | ------- | --------- | ----- |
| osób | 1242    | 1221      | 2463  |
| %    | 50,43   | 49,57     | 100   |

|      | podst. | średnie | wyższe | niezn. |
| ---- | ------ | ------- | ------ | ------ |
| osób | 373    | 1233    | 227    | 22     |
| %    | 20,11  | 66,47   | 12,24  | 1,19   |

## Edukacja
Według danych z 1 października 2004:
- liczba szkół podstawowych (norw. grunnskolar): 2
- liczba uczniów szkół podstawowych: 392

## Władze gminy
Według danych na rok 2011 administratorem gminy (norw. rådmann) jest Inge H. Stangeland, natomiast burmistrzem (norw. ordfører, d. borgermester) jest Marthon Skårland.